# Gnučči
Gnučči, (anteriormente Gnucci Banana) é o nome artístico de Ana Rab,  é uma rapper sueca nascida em Belgrado em 14 de abril de 1987, e criada em Västerås.

## Biografia
Gnucci cresceu em Västerås, e viajou para Londres após receber uma graduação para trabalhar em uma loja de discos chamada Real Deal perto de Carnaby Street. Em Londres, ela conheceu o rapper Sul-Africano Spoek Mathambo (nome do artista Nthato Mokgata), que mais tarde se tornou seu marido. O casal se mudou para Malmö e lançaram em conjunto o único Ayoba. Ela fez participações em músicas de vários artistas, incluindo o remix de "Mash Up Internacional" do trio Miike Snow e "Animal" do grupo Looptroop Rockers. Ela tem caracterizada a si mesma como uma "rapper buffet" porque ela pode fazer rap com basicamente tudo.

## Discografia

### EP's
| CD              | Ano                  |
| --------------- | -------------------- |
| Oh My Goodness! | 24 de agosto de 2012 |
| PSYCHOHAPPY     | 25 de março de 2014  |

### Singles
| Ano  | Canção                             |      |             |
| ---- | ---------------------------------- | ---- | ----------- |
| Ano  | Canção                             | 2012 | "360 Donna" |
| 2013 | "Goodah"                           |      |             |
| 2013 | "Finders Keepers"                  |      |             |
| 2014 | "Famalam Jamwww"                   |      |             |
| 2014 | "Work!"                            |      |             |
| 2014 | "A.Rab"                            |      |             |
| 2016 | "Ultimate Syndrome"                |      |             |
| 2017 | "You Good I'm Good Let's Be Great" |      |             |